# فوکسهولم (داکوتای شمالی)
فوکسهولم(به انگلیسی: Foxholm) شهری در ایالت داکوتای شمالی کشور ایالات متحده آمریکا است که جمعیت آن در سرشماری سال ۲۰۱۰ میلادی، ۷۵ نفر بوده‌است.